# Aenictus obscurus
Aenictus obscurus é uma espécie de formiga do gênero Aenictus.